# Journée des Nations unies pour la coopération Sud-Sud
L'Assemblée générale des Nations unies déclare le 12 septembre la journée de commémoration de la coopération Sud-Sud des Nations unies.

## Historique
Le 22 décembre 2011 dans la Résolution 66/550, l’Assemblée générale des Nations unies, tout en rappelant sa Résolution 58/220 du 23 décembre 2003, décide qu'à partir de 2012, la journée de la Coopération Sud-Sud se célébrera le 12 septembre au lieu du 19 décembre[réf. nécessaire]. À cette occasion, est également commémorée la journée de 1978, journée durant laquelle la Conférence des Nations unies - sur la Coopération technique entre les pays en développement - approuva le plan d’action de Buenos Aires pour promouvoir et réaliser la coopération technique entre les pays en développement.